# 卢拉戈德尔巴
卢拉戈德尔巴（義大利語：Lurago d'Erba），是意大利科莫省的一个市镇。总面积5平方公里，人口5265人，人口密度1053.0人/平方公里（2009年）。ISTAT代码为013136。